# Maison Smeyers
La maison Smeyers  (en néerlandais : Woning ou Huis Smeyers) est un immeuble réalisé par l'architecte Adolphe Van Coppernolle  en 1904 dans le style Art nouveau à Anvers en Belgique (région flamande).

## Situation
Cette maison construite en 1904 pour Louis Smeyers se situe au no 53 de Waterloostraat, une artère résidentielle du quartier de Zurenborg à Berchem au sud-est d'Anvers comptant de nombreuses autres réalisations de style Art nouveau comme la maison La Bataille de Waterloo (Huis De Slag van Waterloo) au no 11, la Maison Napoléon au no 30 ou la maison Verheyen au no 27. Elle se situe entre deux ensembles de style Art nouveau : l'ensemble Den Tijd (cinq maisons) et l'ensemble Baeckelmans (deux maisons).

## Description
Cette maison est l'une des plus petites de la rue. Elle compte deux niveaux (un seul étage) et une toiture mansardée ainsi que deux travées. La travée de gauche où se trouve la porte d'entrée est la plus étroite. La travée de droite est légèrement avancée. Le soubassement est composé de pierre de taille à base évasée et à débordement rainuré dans sa partie supérieure. Le reste de la façade est construit en brique peinte en couleur blanche. L'élément le plus marquant de cette façade est la grande baie vitrée du premier étage. Ornée de vitraux et de petits bois, elle a une forme d'arc outrepassé dont la clé de voûte en pierre blanche se compose de figures géométriques et les bases de motifs végétaux. Un balcon à base rectangulaire aux fers forgés tout en courbes devance la baie et repose sur deux consoles en pierre blanche.

## Source
- (nl) https://inventaris.onroerenderfgoed.be/erfgoedobjecten/11149